# Сага о Хаконе Старом
«Сага о Хаконе Старом» или «Сага о Хаконе Хаконарсоне» (исл. Hákonar saga Hákonarsonar) — одна из «королевских саг», составленная исландским писателем Стурлой Тордарсоном в 1263—1265 годах и сохранившаяся в трёх разных редакциях. Её заглавный герой — король Норвегии Хакон IV Старый, правивший в 1217—1263 годах.

## Создание
Исландский аристократ и скальд Стурла Тордарсон в 1263 году прибыл в Норвегию, чтобы примириться с местным королём Хаконом IV Старым. Последний как раз в это время отправился в поход на Британские острова, где вскоре умер, а Стурла оказался при дворе его сына Магнуса VI Законодателя. Новый король, как только узнал о смерти отца, приказал Стурле составить сагу о нём (исследователи проводят в связи с этим параллели с созданием «Саги о Сверрире», которую заказал сам Сверрир Сигурдссон). Важными источниками для автора в его работе стали документы и рассказы свидетелей — видных участников гражданской войны между Берестяниками и Посошниками. Свидетельства эти, как правило, исходили от Берестяников, победивших в конфликте.
Первая редакция саги была закончена к 1265 году. В течение всей оставшейся жизни (до 1284 года) Стурла возвращался к тексту, чтобы отредактировать его и дополнить. Сохранились три версии — в составе манускриптов «Эриспенниль», Codex Frisianus и «Книга с Плоского острова». Взаимоотношения между этими редакциями остаются непрояснёнными.

## Содержание
Сага подробно, год за годом, рассказывает о жизни короля Хакона и о его борьбе за власть — в частности, с ярлом Скули Бардарсоном. Перед Стурлой стояла очень непростая задача: он был врагом Хакона IV, который, в частности, приказал убить его дядю Снорри Стурлусона, но король Магнус явно хотел получить апологетическое произведение и выступить в роли цензора. В этих условиях Стурле удалось достаточно объективно изобразить гражданскую войну, воспользовавшись тем обстоятельством, что Скули приходился Хакону тестем, а Магнусу соответственно дедом.
Исследователи констатируют, что «Сага о Хаконе Старом» даёт подробные и точные сведения о жизни Норвегии на протяжении существенной части XIII века. Стурле удалось создать яркое и эффектное повествование, особенно в тех частях саги, которые касаются драматичного детства Хакона, его коронации и смерти во время западного похода. Благодаря всему этому произведение Стурлы стало ценным историческим источником и одной из наиболее выдающихся «королевских саг».
Текст саги содержит множество стихотворных вставок. Это скальдические стихи, написанные, как правило, самим Стурлой или его братом Олавом Белым Скальдом. Они выполняют исключительно декоративную функцию в отличие, например, от стихотворных вставок в «Круге земном», подтверждающих информацию из саги.